# Рене Клеман
Рене́ Клема́н (фр. René Clément; 18 березня 1913, Бордо — 17 березня 1996, Монте-Карло) — французький кінорежисер, фільми якого визначали обличчя післявоєнного французького кінематографа до настання «Нової хвилі».

## Біографія
Клеман вивчав архітектуру у Школі красних мистецтв, але зацікавився анімаційним кіно і в 1936 року зняв короткометражний фільм з Жаком Таті в головній ролі. У передвоєнні роки знімав рекламні ролики, брав участь в русі Опору.
Тема війни займала провідне місце у творчості Клемана, починаючи з його перших повнометражних фільмів, відмічених впливом італійського неореалізму, — «Битва на рейках» (1946, Приз за найкращу режисуру Каннського кінофестивалю) і «Біля стін Малапаги» (1949, премія «Оскар» і Приз за найкращу режисуру Каннського МКФ). Знову повернувся до неї Клеман у своєму найзначнішому творі — проникливій розповіді про військові будні дітей «Заборонені ігри» (1952, «Золотий лев», премія «Оскар», премія «BAFTA»).
У 1956 році Клеман під назвою «Жервеза» екранізував роман Золя «Пастка»; фільм було удостоєно «Золотого лева» на Венеційському фестивалі. Не менш доброзичливі відгуки отримав його трилер «На яскравому сонці» (1960), з якого розпочалася зоряна кар'єра Алена Делона.
Проте найамбітніший проект Клемана 1960-х рр., епічна фреска про звільнення французької столиці «Чи горить Париж?» (1966) залишив байдужими і глядачів, і критиків, незважаючи на суперзірковий акторський склад і сценарій, над яким працювали Гор Відал і Френсіс Форд Коппола.
Розчарований касовими невдачами і негативними відгуками критиків, Клеман в 62-річному віці завершив свою кінокар'єру і оселився в Мантоні на Французькій Рив'єрі. Його останніми кінострічками були екранізації детективів Себастьяна Жапрізо; з їх числа «Пасажир дощу» (1969) отримав премію «Золотий глобус» як найкращий фільм іноземною мовою.

## Фільмографія
Асистент режисера
- 1946 — «Красуня і чудовисько» /La Belle et la bête (реж. Ж. Кокто)

Режисер
- 1939 — Тренуй ліву / Soigne ton gauche (короткометражний)
- 1946 — Спокійний тато / Le pêre tranquille
- 1946 — Битва на рейках / La Bataille du rail
- 1947 — Прокляті / Les Maudits
- 1949 — Біля стін Малапаги / Au-delâ des grilles
- 1950 — Скляний замок / Le Château de verre
- 1952 — Заборонені ігри / Jeux interdits
- 1954 — Мосьє Ріпуа / Monsieur Ripois
- 1956 — Жервеза / Gervaise
- 1958 — Цей сердитий вік (інша назва «Гребля проти Тихого океану») / This Angry Age (Barrage contre le Pacifique)
- 1960 — На яскравому сонці / Plein Soleil
- 1961 — Як радісно жити / Quelle joie de vivre
- 1962 — День і час / Le Jour et l'heure
- 1964 — Хижаки / Les Félins
- 1966 — Чи горить Париж? / Paris brûle-t-il?
- 1970 — Пасажир дощу / Le Passager de la pluie
- 1971 — Будинок під деревами / La Maison sous les arbres
- 1972 — Біг зайця через поля / La Course du lièvre à travers les champs
- 1975 — Няня / La baby sitter (інша назва Jeune fille libre le soir)

## Нагороди
- 1946 — Міжнародний Приз журі Каннського кінофестивалю — «Битва на рейках» (La Bataille du rail)
- 1949 — Приз за найкращу режисуру Каннський кінофестиваль — «Біля стін Малапаги» (Au-delà des grilles)
- 1950 — Премія «Оскар» за найкращий фільм іноземною мовою — «Біля стін Малапаги» (Au-delà des grilles)
- 1952 — Золотий лев Венеційського кінофестивалю — «Заборонені ігри» (Jeux interdits)
- 1952 — Премія «Оскар» за найкращий фільм іноземною мовою — «Заборонені ігри» (Jeux interdits)
- 1952 — Приз Нью-йоркського кола кінокритиків (NYFCC) за найкращий фільм іноземною мовою — «Заборонені ігри» (Jeux interdits)
- 1954 — Премія БАФТА за найкращий фільм — «Заборонені ігри» (Jeux interdits)
- 1954 — Приз журі Каннського кінофестивалю — «Мосьє Ріпуа» (Monsieur Ripois)
- 1956 — Золотий лев Венеційського кінофестивалю — «Жервеза» (Gervaise)
- 1957 — Премія БАФТА за найкращий фільм — Gervaise «Жервеза» (Gervaise)